# Lo spettro di Edgar Allan Poe
Lo spettro di Edgar Allan Poe (The Spectre of Edgar Allan Poe) è un film horror del 1974 diretto e prodotto da Mohy Quandour.

## Trama
Mentre passeggia in compagnia del fidanzato Edgar Allan Poe, la giovane Eleonora cade in uno stato di catalessi. Viene creduta morta ma durante il funerale i dubbi che tormentano lo scrittore impediscono che venga sepolta viva. Su consiglio dell'amico Adam Forrest lo scrittore si convince ad internare Eleonora, rimasta gravemente turbata dall'accaduto, nella clinica del dottor Richard Grimaldi. Rimasti per qualche giorno nel manicomio, Adam e Edgar si accorgono ben presto dello strano comportamento di Grimaldi, della moglie Lisa e dell'assistente Joseph. L'intenzione del folle direttore del manicomio, che da tempo esercita strane operazioni sui pazienti, è quello di operare al cervello la moglie malata e fare altrettanto con Eleonora. In una sorta di sconvolgente reazione a catena moriranno tutti tranne Poe, che sposatosi con la cugina tredicenne Virginia Eliza Clemm inizierà a scrivere i suoi racconti.

## Distribuzione
Il film venne distribuito negli Stati Uniti nel maggio 1974. Il 29 luglio uscì anche in Spagna mentre in Francia venne distribuito dall'8 gennaio 1975.

## Critica
Nella sua recensione su AllMovie, Fred Beldin parla di «una generale mancanza di energia, recitazioni senza ispirazione, e un debole pessimismo... L'atmosfera gotica è tiepida e, anche con scene di tortura con i serpenti, sotterranei segreti, lobotomie e pazzi omicidi sfigurati, non c'è quasi alcuna azione». Per quanto riguarda gli attori, Robert Walker Jr. «non riesce ad evocare il tormentato giovane genio della fantasia popolare», Cesar Romero «concede il minimo professionale richiesto» e Carol Ohmart, nel suo ultimo ruolo cinematografico, «non si nota fino al violento finale, quando le è concesso di lasciarsi andare, fare la pazza e affondare coltelli nei suoi co-protagonisti».